# ジョゼフ・サジ＝ルコワント

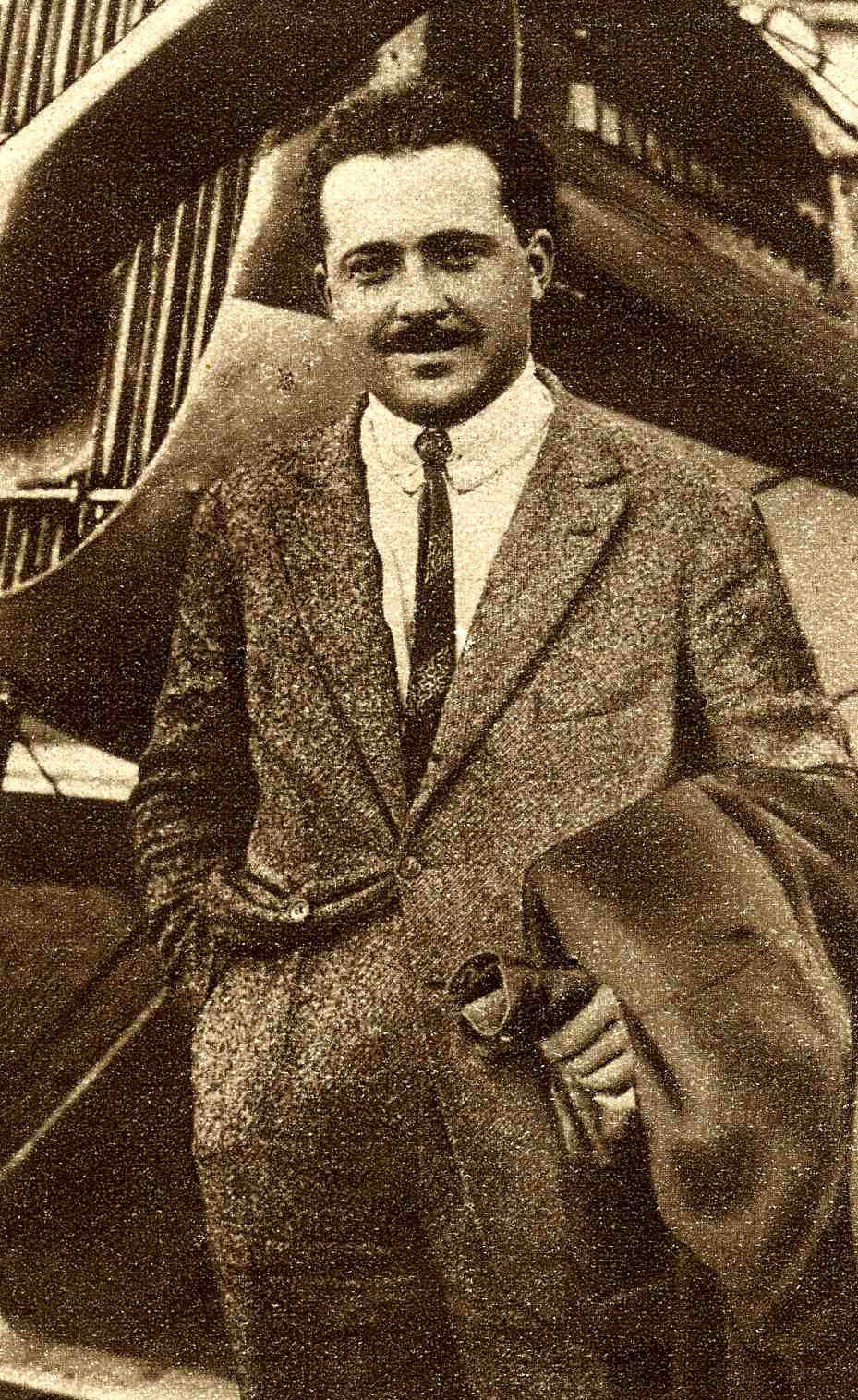
Joseph Sadi-Lecointe (1919)

ジョゼフ・サジ＝ルコワント（Joseph Sadi-Lecointe、1891年7月11日 - 1944年7月15日）はフランスのテスト・パイロットである。1920年代に航空機の速度記録や高度記録を樹立した。
ソンム県のSaint-Germain-sur-Bresleで生まれた。飛行機工場でメカニックとして働き、1911年にパイロットのライセンスを得た。第一次世界大戦中は操縦教官として働き、戦後はSPADのテスト・パイロットとなった。
1920年からニューポール・ドラージュ機で多くの速度世界記録を更新し、1923年には11,145mの世界記録を樹立した。第二次世界大戦中はレジスタンスに加わり、1944年ゲシュタポの拷問によって死亡した。
1920年にフランス飛行クラブから大賞（Grande Médaille de l'Aéro-Club de France ）を受賞した。